# 箕面温泉
箕面温泉（みのおおんせん）は、大阪府箕面市温泉町にある温泉。
箕面山の麓にある温泉であり、明治の森箕面国定公園の一角に位置する。泉質は炭酸水素塩泉（含食塩重曹ホウ酸泉）である。

## スパーガーデン
この地には1910年代に箕面動物園が存在した。その後、1951年頃に箕面動物園の跡地に温泉が発見された。
坂倉準三建築研究所の西澤文隆による設計で、1968年（昭和43年）にヘルスセンターとして、ホテルの営業開始3年前の1965年（昭和40年）より営業している。。日帰り温泉だけでなく、歌謡ショーや大衆演劇、ゲームセンターやボウリングなどもある温泉レジャー施設であり、大阪観光株式会社（1951年5月設立）が運営していた。
近年は周辺に天然温泉をボーリングにより得た「スーパー銭湯」の開業が相次ぎ、箕面温泉の客足は遠のいていった。そのため男子大浴場の広大な浴槽を狭くする工事などが行なわれたが、2008年（平成20年）7月25日の第二期リニューアルオープン後も、以前の賑わいが戻ることはなかった。そのため、2011年には温泉施設以外が閉鎖された。2012年10月31日、大阪観光は大阪地方裁判所へ約36億円の負債を抱えて民事再生法の適用を申請した。その後もホテルは営業を継続したが、スパーガーデンは閉鎖となった。
2013年5月、再建のスポンサーに大江戸温泉物語がつくことになり、名称も「大江戸温泉物語 箕面観光ホテル」として、まずホテルが7月からリニューアルオープンした。スパーガーデンも10月には「大江戸温泉物語 箕面温泉スパーガーデン」として、江戸情緒の温泉テーマパークとして営業を再開した。その際に、一旦中止していた大衆演劇を復活させた。その際に従来は男性大浴場だった地下2階の浴場を女性大浴場に、女性大浴場だった地下1階の浴場を男性大浴場とした。後に曜日ごとに男女の浴場を入れ替えるシステムとなった。
2023年3月に大阪観光を吸収合併した大江戸温泉物語ホテルズ&リゾーツが運営会社となっている。

### 沿革
- 2005年（平成17年） 女性大浴場に屋上露天風呂が併設される。
- 2006年（平成18年） ケーブルカー山上駅跡地に、新高原プールがオープン。
- 2007年（平成19年） 男性大浴場に大阪平野を一望できる露天風呂が併設される。
- 2009年（平成21年） 高原スケート・高原テニス跡地につるやゴルフセンター箕面がオープン。
- 2011年（平成23年） スパーガーデン2階以上の宴会場やゲームセンターなどの施設を閉鎖すると同時に、昼間入場料の値下げを実施。
  - なお、ゲームセンターについては後に再開し、2017年3月には中古のアーケードゲーム筐体数十台を無料で遊べるようにしている[4]。
- 2012年（平成24年） 経営会社の大阪観光が民事再生法の適用を申請する[2]。箕面観光ホテルは営業を継続しているが、スパーガーデンは一時閉鎖となる。
- 2013年（平成25年）
  - 5月 再建のスポンサーが大江戸温泉物語に決定する[5]。
  - 7月27日 大江戸温泉物語 箕面観光ホテル、リニューアルオープン。
  - 10月26日 大江戸温泉物語 箕面温泉スパーガーデン、リニューアルオープン。
- 2023年
  - 3月1日　大江戸温泉物語ホテルズ&リゾーツ株式会社が大阪観光を吸収合併。
- 2025年
  - 3月31日　休館

### 箕面鋼索鉄道線（ケーブルカー）

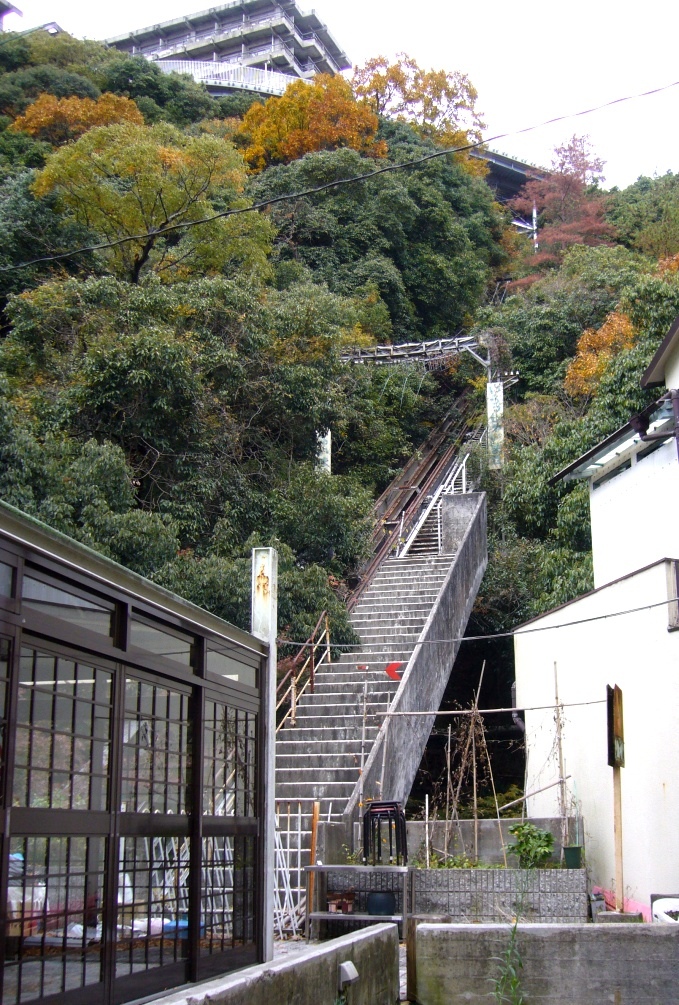
箕面鋼索鉄道跡（2006年）

かつては阪急箕面線箕面駅から続く道と温泉を結ぶケーブルカーが敷設されており、利用者の便に供していたことがある。箕面観光ホテルや箕面温泉スパーガーデンを運営する大阪観光（1951年設立、資本金45,000千円）の運営で、「箕面鋼索鉄道」として1965年（昭和40年）10月1日に開業した。距離が0.1kmと短く、無料で利用できるものであったが、地方鉄道法（後の鉄道事業法）による正規の鉄道として運行されていた。このケーブルカーは温泉の宿泊者やスパーガーデン利用者のために設置されたものであるが、このケーブルカーだけに無料で乗車することも可能だった。地方鉄道法による運賃無料の鉄道は他にも存在したが、旅館宿泊客専用のケーブルカーであったり、有料で入場する博覧会等の会場内にあるモノレール等ばかりで、完全に無料で乗車できるものとしては唯一の鉄道だった。現存する運賃無料の鉄道は鞍馬山鋼索鉄道だけであるが、ここは入山料（拝観料）が必要な上に、鞍馬寺に200円（小学生半額）の境内維持のための寄進（寄付）金を納めた人だけが、寄進の返礼として無料で乗車できるシステムであるので、完全に無料ではない。
ダイヤが設定され案内看板にも記されていたが、繁忙期はある程度乗客が集まったら随時発車させる不定期運行が行われていた。
当ケーブルカーは老朽化のため1993年（平成5年）4月3日限りで休止し展望エレベーターに取って代わられ、同年7月30日に正式に廃止されている。なお、2021年（令和3年）現在でもケーブルカーの軌道は残存しており、山下駅側はホームも残存しているのを見ることができる。山上駅は2006年にホテル付属のプールを建設したために見えずらくはなったもののプールからホームやレール、架線柱まで見ることができる。途中の軌道は樹木に呑まれつつある。
駅一覧
山下駅 - 山上駅
輸送実績
| 年度 | 旅客輸送人員（千人） |
| ---- | -------------------- |
| 1966 | 940                  |
| 1970 | 811                  |
| 1979 | 625                  |
| 1985 | 703                  |
| 1990 | 873                  |
| 1992 | 894                  |
- 私鉄統計年報1966.1970年、民鉄主要統計『年鑑世界の鉄道』1983年『年鑑日本の鉄道』1988,1993,1995年

### アクセス
箕面駅（阪急箕面線）下車、徒歩5分の場所にある展望エレベーターに乗ってすぐ。
千里中央駅（北大阪急行電鉄・大阪モノレール）、北千里駅（阪急千里線）、茨木市駅（阪急京都本線）、茨木駅（JR京都線）、梅田（大阪駅）から無料送迎バスがあったが、2023年3月31日をもって運行を終了した。

## 箕面市内のその他の温泉施設
- 箕面湯元 水春（） - 最寄駅は箕面船場阪大前駅（北大阪急行電鉄南北線）